# Kia Avella
La Kia Avella è un'autovettura classificata come berlina compatta prodotta dalla casa automobilistica coreana Kia Motors a partire dal 1994 e uscita di produzione nel 1999. La vettura è stata sostituita dalla Kia Rio nel 2000.

## Il contesto

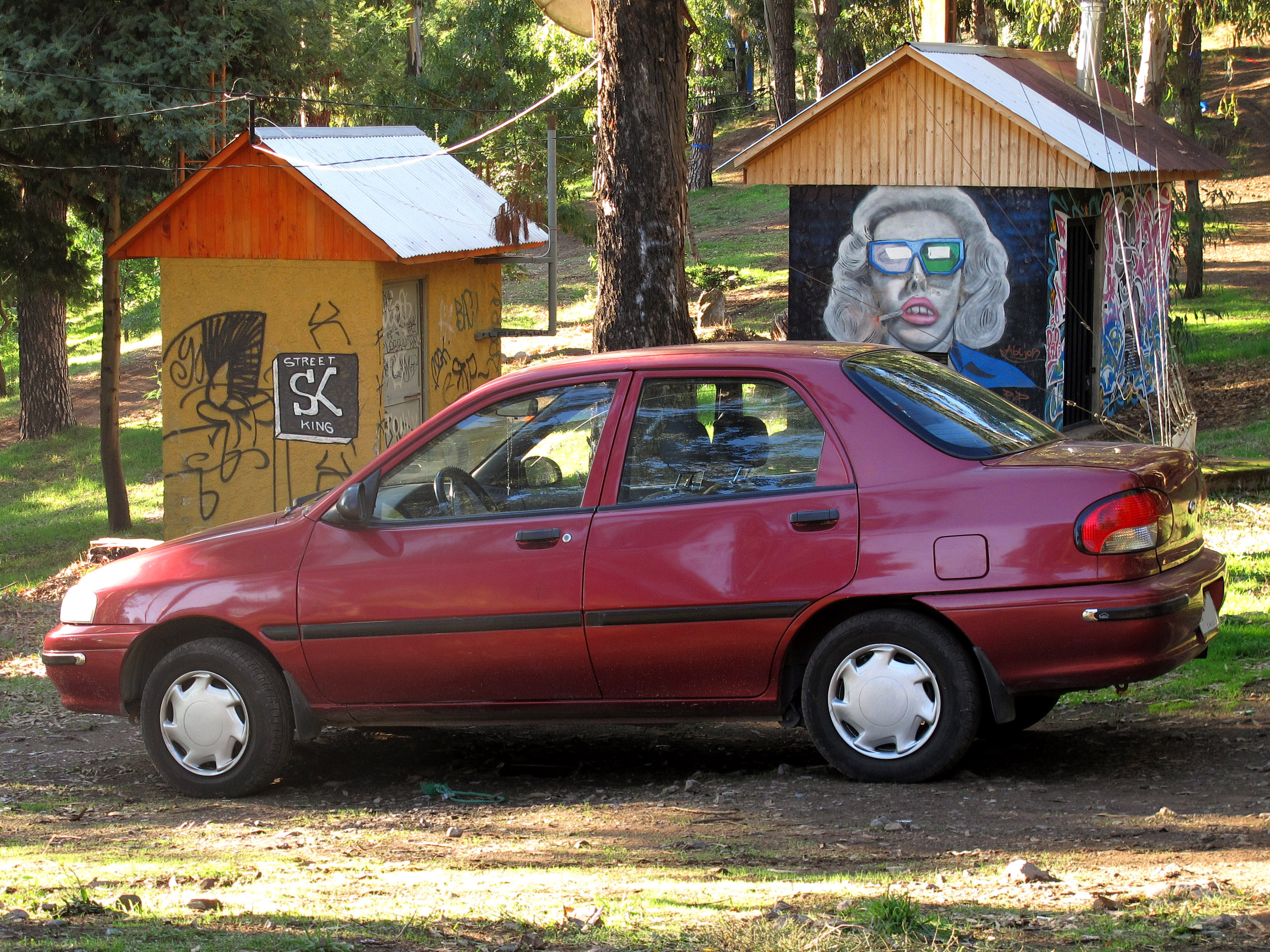
Una Kia Avella Delta

L'Avella non è altro che la Ford Aspire venduta nei principali mercati asiatici. La vettura infatti, prodotta su licenza in Corea del Sud, abbandona il classico logo della Ford per adottare il marchio Kia molto diffuso in Corea per essere venduta con la carrozzeria configurata come una 2 volumi hatchback a 3 e 5 porte oppure una berlina 3 volumi con 4 porte, denominata Delta.
La linea, gli interni e le motorizzazioni sono riprese dalla vettura originale mentre il cambio manuale a 5 rapporti è stato rivisto per adattarsi alle esigenze dei mercati asiatici. Tra gli optional era disponibile, un cambio automatico a 3 rapporti per gli esemplari destinati agli Stati Uniti mentre per l'Asia era disponibile sempre un automatico ma 4 marce. Le sospensioni anteriori a ruote indipendenti adottano lo schema MacPherson mentre al retrotreno troviamo le ruote interconnesse da un ponte torcente.
La vettura disponeva di serie di ABS e airbag frontali mentre tra gli optional erano disponibili i vetri elettrici anteriori e il climatizzatore manuale oltre al cambio automatico. L'Avella uscì di produzione nel 1999 sostituita dal modello Rio sviluppato totalmente dalla Kia Motors.

## Motorizzazioni
La gamma motori è composta da due propulsori benzina di origine Mazda/Ford; un 1.3 8 valvole per 4 cilindri capace di 73 cavalli (54 kw) con una coppia massima di 135 Nm erogati a 3.000 giri al minuto e un più grande e potente 1.5 sempre 8 valvole con 4 cilindri capace di 88 cavalli (65 kw) che dispone della medesima coppia del 1.3 erogata però a 4.000 giri al minuto.